# Nuraghe Losa
Il nuraghe Losa, situato nelle campagne del comune sardo di Abbasanta, è uno dei più importanti e meglio conservati monumenti nuragici.

## Storia
Il mastio risale al XV-XIII secolo a.C., mentre il bastione, l'antemurale e la cinta muraria risalgono al XIII-fine XII.
Già nella prima Età del ferro i reperti evidenziano una frequentazione del sito in diminuzione che però non cadde del tutto in disuso.
Fu utilizzato anche per scopi funerari come attestano i reperti del VII-VIII secolo.

### Scavo

Il nuraghe durante i primi scavi.

I primi scavi del sito vennero condotti da Leon Gouin negli anni ottanta del XIX secolo e poi da Filippo Vivanet, coadiuvato da Filippo Nissardi, dal 1890 e riguardarono il bastione.
Nel 1915, Antonio Taramelli condusse una nuova campagna di scavi riportando alla luce nuove strutture ed il villaggio circostante. Negli anni cinquanta Giovanni Lilliu esaminò i reperti rinvenuti dagli scavi precedenti.
Negli 'anni 70 Ferruccio Barreca condusse ulteriori scavi e interventi di restauro, rendendo così visitabile il monumento.
Dal 1989 al 1994 sono state condotte ulteriori indagini sul mastio ed il bastione.

## Contesto ambientale e collocazione geografica

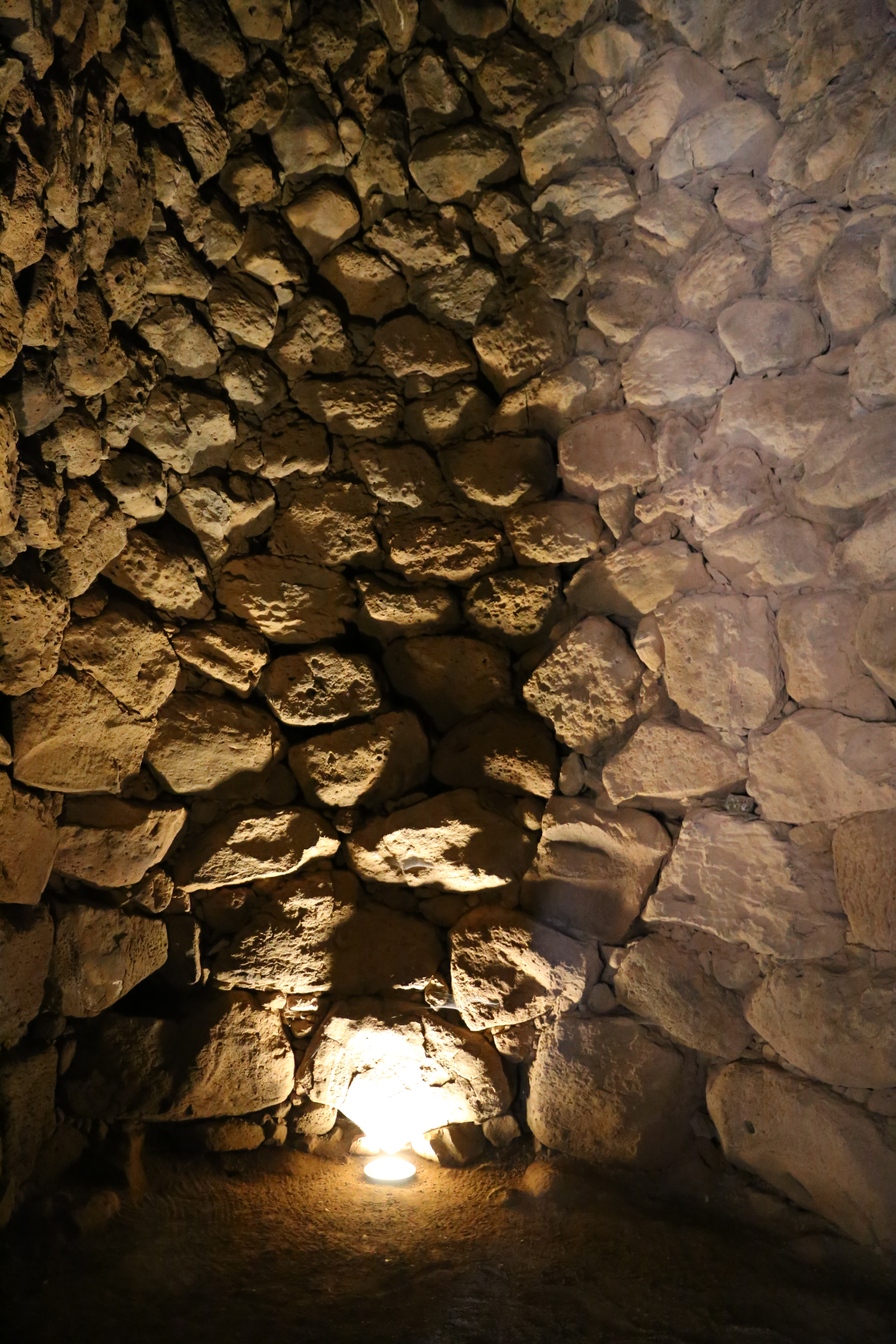
Interno

Situato a 304 m s.l.m. su un altopiano di roccia basaltica non molto lontano dal centro abitato di Abbasanta, è ben visibile percorrendo la SS 131 Cagliari-Sassari presso l'innesto stradale per Nuoro-Olbia (SS 131 bis). Nelle vicinanze sono presenti anche i resti di una tomba dei giganti.

## Descrizione

### Struttura del nuraghe
Costruito interamente in roccia basaltica, il nuraghe Losa è costituito da un mastio centrale e da un bastione trilobato a sua volta circondato da un antemurale.
Tutto il complesso nuragico, compreso il villaggio, è circondato da una cinta muraria vagamente ellissoidale di 172 x 268 m.